# Breakout (album)
Breakout je drugi glasbeni album ameriške pevke in tekstopiske Miley Cyrus. Album je 22. julija 2008 izdala založba Hollywood Records in je prvi projekt Miley Cyrus, ki ni povezan s franšizo Hannah Montana. To dejstvo in prvi singl albuma sta vplivala na naslov albuma. Miley Cyrus je v sodelovanju z ostalimi ustvarjalci napisala osem od dvanajstih pesmi iz albuma Breakout med tem, ko je nastopala na turneji Best of Both Worlds Tour (2007–08); tri od teh so njene verzije pesmi drugih izvajalcev, ena pa remix. Večino pesmi sta napisala Antonina Armato in Tim James. Na splošno je album Breakout dominanten pop rock album, vendar vključuje tudi druge glasbene zvrsti. Teme besedil pesmi v albumu so mladinske.
Album Breakout je v glavnem dobil pozitivne ocene s strani glasbenih kritikov, kljub temu pa so nekateri menili, da se pesmi na njem ne razlikujejo od pesmi franšize Hannah Montana. S komercialnim uspehom albuma je Miley Cyrus zaslovela tudi v drugih državah. Album je en teden ostajal na prvem mestu lestvice Billboard 200, tako kot njen tretji glasbeni album, nazadnje pa je album prejel tudi platinasto certifikacijo s strani organizacije Recording Industry Association of America (RIAA). Od julija 2010 je album Breakout prodal več kot 1,5 milijona kopij v Združenih državah Amerike. Zunaj Združenih držav je album pristal na prvem mestu lestvice Canadian Albums Chart v Kanadi in na prvem mestu lestvice Australian Albums Chart, kjer je ostal dva tedna. Album je pristal tudi med prvimi desetimi albumi na lestvicah v Italiji, Novi Zelandiji in na Japonskem.
V album Breakout so bili vključeni tudi trije singli. Pesem »7 Things« je izšla kot glavni singl iz albuma; prejel je velik komercialni uspeh in zasedel eno izmed prvih desetih na lestvicah v Avstraliji, na Japonskem, Norveškem in v Združenih državah Amerike. Temu je sledil remix Rock Mafia singla »See You Again,« ki je izšel v državah, v katerih originalna verzija singla ni. Remix je razširil uspeh singla »See You Again« in se pojavil na lestvicah v mnogih državah. Tretji singl iz albuma, »Fly on the Wall,« je bil tudi zadnji singl, čeprav ni doživel uspeha prejšnjih dveh pesmi, je album dosegel šestnajsto mesto na lestvici UK Singles Chart. Miley Cyrus je s pesmimi iz albuma Breakout nastopila na mnogih prireditvah, vključno s svojo prvo svetovno turnejo Wonder World Tour, za promocijo albuma pozno leta 2009.

## Ozadje
»Moje nove pesmi imajo malce drugačen zvok. Končno sem lahko nekako stopila ven in naredila tisto, kar sem si želela. S svojim zadnjim projektom sem se morala predstaviti in zdaj, ko ljudje že vejo nekaj malega o meni, gre samo za to, saj veste, da bi spoznali mene osebno.«
— Miley Cyrus o razliki med albuma Breakout in Meet Miley Cyrus.

Miley Cyrus je pevka, tekstopiska in igralka, ki kot Miley Stewart, dekle s skrivnim dvojnim življenjem kot pop zvezdnica Hannah Montana, igra v Disney Channelovi televizijski seriji Hannah Montana. Čez serijo je Miley Cyrus postala najsniški idol in izdala glasbo za serijo Hannah Montana. Prvi glasbeni album Miley Cyrus, naslovljen kot Meet Miley Cyrus, je izšel kot drugi disk iz albuma Hannah Montana 2/Meet Miley Cyrus (2007). Breakout je drugi glasbeni album Miley Cyrus in njen prvi album, ki je neodvisen od franšize Hannah Montana, kar odraža tudi naslov albuma. Verjela je namreč, da je to njen »prebojni projekt«, kjer je »pokazala vse o Miley Cyrus.« Miley Cyrus je kasneje razložila, da je album tako naslovila tudi zato, ker je z njim »nekoliko stopila iz Hannahine sence.« Dejala je tudi, da ga je poimenovala po singlu »Breakout«, ker je ta »eden izmed [njenih] najljubših singlov.«
Miley Cyrus je verjela, da je album Breakout v primerjavi s prejšnjimi njenimi albumi bolj »odrasel« in »samo malo bolj kreativen.« Njen cilj je bil, da bi v album vključila zvok z vplivom rock glasbe in dejala, da je bilo »pisanje vsekakor drugačno ... ta besedila pomenijo več, kot besedila prejšnjih pesmi«. Po mnenju Miley Cyrus, album dokumentira dogodke, ki so se ji pripetili v prejšnjem letu njenega življenja. Večino pesmi je napisala med tem, ko je nastopala na turneji Best of Both Worlds Tour med oktobrom 2007 in januarjem 2008. Povedala je, da med poslušanjem vsake pesmi lahko poslušalec odkrije nekaj o sebi in o njih samih. O povezovanju z oboževalci preko albuma Breakout je potrdila, da si je želela, da bi »dekleta začutila, da so lahko močne in se lahko zdivjajo.« Nadaljevala je tudi, da »upam, da ob poslušanju te glasbe lahko začutijo razlog za ples, se smejijo in zabavajo. Ta CD je primeren kateri koli starosti, še posebej za mojo starost.«

## Trženje
Pesem »Breakout« je napisal Ted Bruner v sodelovanju s Treyjem Vittetoeom in Gino Schock iz glasbene skupine Go-Go's. Napisali so jo za ameriško pop pevko Katy Perry, za njen drugi glasbeni album, One of the Boys (2008), vendar pesem nikoli ni bila vključena vanj, zaradi česar so jo posredovali Miley Cyrus. Na njeni verziji pesmi Katy Perry poje spremljevalne vokale. Kot večino pesmi na albumu Breakout je Miley Cyrus napisala tudi pesem »7 Things« med tem, ko je nastopala na turneji Best of Both Worlds Tour in govori o čustvih do njenega bivšega fanta. Trdila je, da je besedo »hate« (»sovraštvo«) uporabila zato, da bi demonstrirala, kako jezna je bila v tistem času. Originalno je bila pesem »7 Things« »mehka in prijetna,« vendar je Miley Cyrus dejala, da je med snemanjem »znorela« in pesmi dodala bolj trd zvok. Posnela je svojo verzijo pesmi Cyndi Lauper, »Girls Just Wanna Have Fun« iz njenega albuma She's So Unusual (1983). Miley Cyrus si je zaželela popolnoma drugačno verzijo pesmi, kot so ostale. Pesem je opisala kot skoraj »popolnoma drugačno pesem.« O dokončanem projektu je Miley Cyrus povedala: »Ko poslušaš pesem je, kot da sploh nisi prepričan, kaj je. To je nekaj popolnoma novega.«
Pesem »Full Circle« je Miley Cyrus napisala v sodelovanju z Scottom Cutlerjem in Anne Preven in govori o njenem razmerju z Nickom Jonasom iz glasbene skupine Jonas Brothers. »Govori o dveh ljudeh. Kar naprej se bosta vračala drug k drugemu, ne glede na to, kaj bodo rekli drugi, slabi ljudje, ki ju nočejo videti skupaj,« je Miley Cyrus povedala o besedilu pesmi. »Fly on the Wall« so napisali Miley Cyrus, Antonia Armato, Tim James in Devrim Karaoglu. Pesem »Fly on the Wall« je bila namenjena medijem, saj, kot je povedala Miley Cyrus, »mislijo, da vedo vse [o njej], vendar to ni res. Želijo si biti moja muha na steni in me gledati 24 ur, sedem dni na teden.« Miley Cyrus je pojasnila, da je pesem govorila o njenih poskusih, da bi se izognila paparazzom, vendar so se kar pojavili in »niso odšli stran kot majhne, nadležne muhe.« Miley Cyrus, Antonia Armato, Tim James in Aaron Dudley so skupaj napisali pesem »Wake Up America« o varovanju okolja. Pesem je bila namenjena »ljudem v ozadju«, otrokom današnje generacije; povedala je, da so oni tisti, ki bodo v prihodnosti »spremenili Zemljo v to, kar bo tudi ostala«. »Je edina, ki jo imamo, zato moramo skrbeti zanjo. Če ne, bodo prišle posledice, mogoče ne za vas, takoj in vašo generacijo, vendar za vaše otroke in njihove otroke ... Vsaka generacija bo nekaj prenesla na naslednjo,« je zaključila.
Miley Cyrus je posnela svojo verzijo pesmi Cheyenne Kimball, »Four Walls« z njenega albuma The Day Has Come (2006) za album Breakout, vendar jo je preimenovala v »These Four Walls«. Dvanajsta in zadnja pesem iz albuma je remix njene uspešnice »See You Again«, poznan tudi kot Rock Mafia Remix ali 2008 Remix; pesem »See You Again« je originalno izšla na albumu Hannah Montana 2/Meet Miley Cyrus.

## Glasbena struktura in sestava
Na splošno je album Breakout dominanten pop rock album, vendar vključuje tudi druge glasbene zvrsti. Prvi singl iz albuma, »Breakout« je dance-pop pesem s hitrim tempom s poudarkom na električnih kitarah in bobnih, kasneje pa razkrije »preskočene pasti in zvok klaviature«. Besedilo pesmi je »klic zabave samo za dekleta«, ki temelji na čustvih mladih in o njihovih občutkih glede šole. Hiter tempo ima tudi »7 Things,« pesem z vplivom pop punka. Pesem označuje spremembo iz »nežne pesmi o razhodu z nežnimi verzi v punk-pop divjo pesem.« Besedilo pesmi »7 Things« govori o sedmih lastnostih bivšega fanta, ki jih izvajalka pesmi sovraži. Pesem »The Driveway« je balada, katere besedilo govori o razhodu, ki trdi, da »nič ne boli bolj kot izgubljanje nečesa, ko veš, da je zares izgubljeno.« Verzija pesmi Cyndi Lauper, »Girls Just Wanna Have Fun« nadomesti vpliv reggae glasbe iz originalne verzije z več rock glasbe, ki vključuje tudi pop punk. Besedilo pesmi »Girls Just Wanna Have Fun« primarno govori o »želji, da bi se izgubil s katerim izmed svojih prijateljem«, s tem pa se nanaša tudi na življenje preobremenjene otroške zvezde. Pesem »Full Circle« je sestavljena iz več pop rock verzov; enega izmed verzov Miley Cyrus konča z besedami »Oh, oh, oh!« Besedilo govori o paru, ki ne želi nehati s svojim razmerjem.
Pesem »Fly on the Wall« je vidno electropop pesem, ki je sestavljena iz več verzov, ki se končajo z besedami iz naslova pesmi, velik poudarek pa je tudi na električnih kitarah. Za razliko od drugih pesmi iz albuma Breakout je v nekaterih delih pesmi »Fly on the Wall« glas Miley Cyrus računalniško spremenjen. Besedilo pesmi »poslušalcu prikaže zunanjo stran njenega svetišča«. Ciljno sporočilo pesmi so si glasbeni kritiki razlagali drugače - največkrat so menili, da gre v besedilu ali za bivšega fanta ali za medije. Pesem »Bottom of the Ocean« je druga balada iz albuma. V ozadju ljubezenske pesmi se slišijo valovi oceana. Pesem »Wake Up America« ima po mnenju kritikov »brezobrazno rock ozadje,« besedilo pa govori o varovanju okolja, Miley Cyrus pa v glavnem poziva poslušalce, naj se »malce bolj zmenijo« za Zemljo. V prvem verzu »prizna, da ne ve natančno, kaj je globalno segrevanje, vendar verjame, da bi morali vsi nekaj ukreniti glede tega.« Pesem »These Four Walls« je balada s country pop elementi glasbe in besedilom, ki govori o notranjosti pripovedovalca. Pesem »Simple Song« ima »šibek« zvok, besedilo pa govori o trenutkih v najstniških letih, kjer oseba »ne more povedati, katera stran je zgoraj in katera spodaj« in menijo, da so si to zaslužili sami. V pesmi »Goodbye« je vokalni nastop Miley Cyrus »šibkejši« z več »naravne spremljave«, medtem ko besedilo govori o tem, da se spominja »preprostih reči«. »See You Again« (remix Rock Mafia) je dance-pop pesem z vplivom techno glasbe.

## Kritike
Album Breakout je v glavnem prejel pozitivne ocene s strani kritikov in prejel 66 od 100 točk s strani kritikov iz Metacritica. Heather Phares iz spletne strani Allmusic je komentirala, da naslov albuma Breakout odraža »namen lep način« in da kljub temu, da glasba ni drastično drugačna od glasbe iz franšize Hannah Montana, »le peščica pesmi odraža resničen odcep od Hannah Montane.« Čeprav ni bila navdušena nad tem, da »nič ni bilo prepuščeno naključju,« je zaključila: »Celo te pesmi so izvedene na način veliko bolj uveljavljenih pop div, [Avril Lavigne in Britney Spears], zagotovo namigujejo na vrsto stvari, ki jih Miley Cyrus namerava ohraniti. In med tem, ko album Breakout ni ravno prebojni album, kot bi lahko bil, še vedno pomaga Miley Cyrus premakniti njeno kariero stran od Hannah Montane.« Kerri Mason iz revije Billboard je napisala: »Čeprav je album še vedno primeren za mlajše, je Breakout tudi za večje otroke« in pohvalila Miley Cyrus, saj je »rojena pop zvezdnica.« Sarah Rodman iz revije The Boston Globe je menila, da je Miley Cyrus v zvezi z albumom Breakout v glavnem uspelo, medtem ko »večino časa poskuša zadovoljiti večino ljudi«. Povzela je: »Z albumom Breakout se je Miley Cyrus očitno želela ločiti od svetlečega, srečnega lika Hannah Montana, vendar ni izdala svojega zvoka, zato večina oboževalcev v albumu ne bo prepoznala samo Miley.« Chris William iz revije Entertainment Weekly je albumu dodelil oceno B in dejal, da je prva polovica albuma »zabavna«, vendar druga vsebuje »preveč težkih balad«, za kar je menil, da je to najbrž njena odrasla stran, ki jo je obljubila. Miakel Wood iz revije The Los Angeles Times je napisal: »V zvezi s tem, je Breakout verjetno načrtovan za to, da ga vrtijo na cesti in spremenijo v 3-D koncertni film. Kot album, ki upodobi nezadovoljstvo mladih, pa je nekoliko manj fascinanten.«
Ben Ratliff iz revije The New York Times je napisal, da je bil poskus Miley Cyrus, da bi stopila iz sence Hannah Montana šibek, saj ga vodijo »same sive misli«. Ratliff je nadaljeval: »Olajšala jih je na pesmih s skupnimi afirmacijami, kljub temu pa je ostala kapitan svoje ladje ... Besedila so na pol grozna - skoraj preveč realistične najstniške misli - največ izmed njih pa posreduje zaželeno besedilo ... To je skromen album, ki ima dva ali tri dobre single.« Josh Timmermann iz revije PopMatters je verjel, da je album Breakout »dober teen-pop projekt z zvočnimi predlogi in željami pevke in tekstopiske. Sicer je močnejša zbirka pesmi, kot so jo mame in očetje pričakovali.« Sal Cinquemani iz revije Slant Magazine je albumu dodelil dve in pol zvezdici od petih, saj je bila razočarana, zdelo pa se ji je, da pesmi niso bile »vredne spremljave« pesmi »See You Again«. Sal Cinquemani je zaključil: »Za teen-pop bi lahko vaš otrok poslušal slabše stvari. Saj veste, kot je na primer Avril [Lavigne].« Mordechai Shinefield iz revije The Village Voice je napisala: »Če njena besedila še niso dosegla njenega glasu, ne more izpolniti obljub o tem, da bo izboljšala svoje projekte. Je ena izmed redkih talentov; do zdaj je preživela samo do odrasle dobe.« Ash Dosanjh iz Yahoo! Music je albumu Breakout dodelila sedem zvezdic od desetih in dejala, da je album Breakout za Miley Cyrus ideal ameriških sanj: »Kombinacija trdega dela, dobrega krščanstva in nepočrnelega popa.«

## Dosežki na lestvicah
Ob koncu tedna 8. avgusta 2008 je album Breakout pristal na prvem mestu lestvice Billboard 200 in tako postal tretji album Miley Cyrus na prvem mestu te lestvice - vključno z albumi, ki jih je posnela kot Hannah Montana; album je prodal več kot 371.000 kopij v prvem tednu od izida in tako postal četrti najbolje prodajani album ženske ustvarjalke v letu 2008. V prihodnjem tednu je album Breakout pristal na drugem mestu z 163.000 prodanimi kopijami. Album je na lestvici Billboard 200 ostal oseminštirideset tednov. Prejel je platinasto certifikacijo s strani organizacije Recording Industry Association of America (RIAA) za en milijon prodanih kopij izvodov. Po podatkih Nielsen SoundScana je album 1,5 milijona kopij od njegove izdaje. Ko je prodal 27.000 kopij se je album ob koncu tedna 8. avgusta 2008 uvrstil na prvo mesto lestvice Canadian Albums Chart, kjer je ostal še dva zaporedna tedna.
Ob koncu tedna 14. septembra 2008 je album pristal na drugem mestu lestvice Australian Albums Chart. V naslednjem tednu je napredoval na prvo mesto, kjer pa je ostal samo en teden. Album Breakout je prejel zlato certifikacijo s strani organizacije Australian Recording Industry Association (ARIA) za 35.000 prodanih kopij. Album Breakout je pristal na četrtem mestu lestvice New Zealand Albums Chart ob koncu tedna 8. septembra 2008. Ob koncu tedna 13. oktobra 2008 je album na lestvici New Zealand Albums Chart zasedel drugo mesto, kjer je ostal še dva zaporedna tedna. Album Breakout je prejel platinasto certifikacijo s strani organizacije Recording Industry Association of New Zealand (RIANZ) za 15.000 prodanih kopij. Na Japoskem je album pristal na desetem mestu.
Ob koncu tedna 13. septembra 2008 je album pristal na desetem mestu lestvice UK Albums Chart, s čimer je postal prvi in edini glasbeni album Miley Cyrus, ki se je v tej državi uvrstil med prvih deset pesmi. Za 300.000 prodanih kopij je prejel platinasto certifikacijo s strani organizacije British Phonographic Industry (BPI). Na Irskem je album Breakout zasedel enajsto mesto na lestvici in prejel platinasto certifikacijo s strani organizacije Irish Recorded Music Association (IRMA) za 15.000 prodanih kopij izvodov. V srednji Evropi je album Breakout pristal na osemindvajsetem mestu lestvice European Top 100 Albums Chart, dvanajstem mestu lestvice Austrian Albums Chart, šestem mestu lestvice Italian Albums Chart in šestnajstem mestu lestvice German Albums Chart. Ob koncu tedna 21. septembra 2008 je album pristal na šestindvajsetem mestu lestvice Spanish Albums Chart in, po šestindvajsetih tednih, pristal na sedmem mestu. Album je prejel zlato certifikacijo s strani organizacije Productores de Música de España (PROMUSICAE) za 30.000 prodanih kopij. Album Breakout je enak komercialni uspeh doživel tudi drugod po Evropi; pristal je med prvimi dvajsetimi albumi na lestvicah na Finskem, Poljskem in Norveškem.

## Singli
- Pesem »7 Things« je digitalno izšla kot 17. junija 2008 kot glavni singl iz albuma Breakout.[53] Potem ko je pesem izšla, so se sprožile govorice, da govori o Nicku Jonasu, članu glasbene skupine Jonas Brothers, česar pa Miley Cyrus ni potrdila ali zanikala.[54] Prejela je mešane ocene s strani glasbenih kritikov, mnogi pa so Miley Cyrus začeli primerjati z Avril Lavigne.[17] Pesem »7 Things« je uživala svetovni komercialni uspeh in se uvrstila med prvih deset pesmi v Avstraliji, na Japonskem, Norveškem in v Združenih državah Amerike.[55] Singl je prejel zlato certifikacijo s strani organizacije Australian Recording Industry Association (ARIA).[56] Videospot pesmi je režiral Brett Ratner in prikazuje Miley Cyrus med nastopanjem s pesmijo s spremljevalnim bandom in mnogimi najstnicami v ozadju.[57]
- Pesem »See You Again« (remix Rock Mafia) je izšel 21. avgusta 2008 kot drugi singl iz albuma Breakout; izšel je samo v državah, kjer originalna verzija pesmi ni.[58] Remix je prejel pozitivne kritike za spodobno kombinacijo vokalov in glasbe.[18] Remix je razširil uspeh singla »See You Again«, ki se je nato pojavil na lestvicah v Avstriji, Belgiji (Flandrija), Nemčiji, na Irskem in v Veliki Britaniji.[59] Za remix Rock Mafia pesmi »See You Again« so posneli tudi promocijski videospot, ki je temeljil na nastopu Miley Cyrus na prireditvi Disney Channel Games leta 2008.[60]

- Pesem »Fly on the Wall« je izšla 16. februarja 2009 kot tretji in zadnji singl iz albuma.[61] Pesem »Fly on the Wall« so kritiki v glavnem hvalili; mnogi kritiki so trdili, da pesem kljubuje navadnemu teen popu in da je najboljša pesem iz albuma Breakout.[62] Kakorkoli že, pesem ni dosegla uspeha pesmi »7 Things« in dosegla šestnajsto mesto na lestvici UK Singles Chart.[63] Videospot pesmi je režiral Philip Andelman. Navdihnil ga je videospot za pesem Michael Jackson's Thriller, prikazuje pa Miley Cyrus, ki skuša uiti paparazzom, ki ji sledijo v parkirni garaži.[64]

## Promocija
Miley Cyrus je s pesmimi iz albuma Breakout, »Breakout,« »Fly on the Wall« in »See You Again« (Rock Mafia Remix)(Rock Mafia Remix) prvič nastopila na začetku prireditve Disney Channel Games 4. maja leta 2008. Prvič je v živo nastopila s pesmijo »7 Things« 17. maja 2008 na poletnem koncertu Zootopia na postaji Z100. Kasneje tistega poletja je promovirala pesem Breakout s tem, da je nastopila v oddajah Good Morning America in The Today Show, ter s tem, da je gostila podelitev nagrad Teen Choice Awards tistega leta in FNMTV. Miley Cyrus je s promocijo albuma Breakout v Evropi jeseni 2008 nastopila na britanskem kanalu GMTV, francoski televizijski oddaji Le Grand Journal in na britanskem pevskem tekmovanju The X Factor. Miley Cyrus je 24. aprila 2009 s pesmimi iz albuma nastopila na londonski prireditvi Apple Store. Ta nastop je bil posnet in preko britanske spletne trgovine iTunes Store prodan kot EP z naslovom iTunes Live from London.
Svoje druge turneje, Wonder World Tour, se je Miley Cyrus lotila, da bi promovirala album Breakout in EP The Time of Our Lives. To je bila njena prva turneja, na kateri ni nastopila preoblečena v Hannah Montano, potrdili pa so jo junija 2009, ko so potrdili tudi koncerte v Združenih državah Amerike. Datumi koncertov v sklopu turneje v Veliki Britaniji so bili potrjeni nekoliko kasneje. Da se ne bi ponovil incident s turneje Best of Both Worlds Tour, so bile vse vstopnice prodajane na drugačen način. Turneja se je začela septembra 2009.

## Seznam verzij
| Standardna verzija | Standardna verzija                 | Standardna verzija                      | Standardna verzija |
| Št.                | Naslov                             | Pisec                                   | Dolžina            |
| ------------------ | ---------------------------------- | --------------------------------------- | ------------------ |
| 1.                 | „Breakout‟                         | Ted Bruner, Trey Vittetoe, Gina Schock  | 3:26               |
| 2.                 | „7 Things‟                         | Miley Cyrus, Antonina Armato, Tim James | 3:33               |
| 3.                 | „The Driveway‟                     | Cyrus, Scott Cutler, Anne Preven        | 3:43               |
| 4.                 | „Girls Just Wanna Have Fun‟        | Robert Hazard                           | 3:06               |
| 5.                 | „Full Circle‟                      | Cyrus, Cutler, Preven                   | 3:14               |
| 6.                 | „Fly on the Wall‟                  | Cyrus, Armato, James, Devrim Karaoglu   | 2:31               |
| 7.                 | „Bottom of the Ocean‟              | Cyrus, Armato, James                    | 3:15               |
| 8.                 | „Wake Up America‟                  | Cyrus, Armato, James, Aaron Dudley      | 2:46               |
| 9.                 | „These Four Walls‟                 | Cutler, Preven, Cheyenne Kimball        | 3:28               |
| 10.                | „Simple Song‟                      | Jeffrey Steele, Jesse Littleton         | 3:32               |
| 11.                | „Goodbye‟                          | Cyrus, Armato, James                    | 3:50               |
| 12.                | „See You Again‟ (Rock Mafia Remix) | Cyrus, Armato, James                    | 3:16               |
| Skupna dolžina:    | Skupna dolžina:                    | Skupna dolžina:                         | 39:46              |

| Japonska verzija CD | Japonska verzija CD                | Japonska verzija CD            | Japonska verzija CD |
| Št.                 | Naslov                             | Pisec                          | Dolžina             |
| ------------------- | ---------------------------------- | ------------------------------ | ------------------- |
| 1.                  | „Breakout‟                         | Schock, Bruner, Vittetoe       | 3:26                |
| 2.                  | „7 Things‟                         | Cyrus, Armato, James           | 3:33                |
| 3.                  | „The Driveway‟                     | Cyrus, Cutler, Preven          | 3:43                |
| 4.                  | „Girls Just Wanna Have Fun‟        | Hazard                         | 3:06                |
| 5.                  | „Full Circle‟                      | Cyrus, Cutler, Preven          | 3:14                |
| 6.                  | „Fly on the Wall‟                  | Cyrus, Armato, James, Karaoglu | 2:31                |
| 7.                  | „Bottom of the Ocean‟              | Cyrus, Armato, James           | 3:15                |
| 8.                  | „Wake Up America‟                  | Cyrus, Armato, James, Dudley   | 2:46                |
| 9.                  | „These Four Walls‟                 | Cutler, Preven, Kimball        | 3:28                |
| 10.                 | „Simple Song‟                      | Steele, Littleton              | 3:32                |
| 11.                 | „Goodbye‟                          | Cyrus, Armato, James           | 3:50                |
| 12.                 | „See You Again‟ (Remix Rock Mafia) | Cyrus, Armato, James           | 3:16                |
| 13.                 | „7 Things‟ (Remix Erica Kupperja)  | Cyrus, Armato, James           | 5:47                |
| 14.                 | „7 Things‟ (Remix Daishi Dance)    | Cyrus, Armato, James           | 4:29                |
| Skupna dolžina:     | Skupna dolžina:                    | Skupna dolžina:                | 45:12               |

| DVD | DVD                                                               | DVD     |
| Št. | Naslov                                                            | Dolžina |
| --- | ----------------------------------------------------------------- | ------- |
| 1.  | „7 Things‟ (Videospot)                                            | 3:40    |
| 2.  | „See You Again‟ (Nastop v živo na Disney Channel Games leta 2008) | 3:25    |
| 3.  | „Miley, Music & More‟                                             | 3:01    |

| Posebna verzija CD | Posebna verzija CD                    | Posebna verzija CD             | Posebna verzija CD |
| Št.                | Naslov                                | Pisec                          | Dolžina            |
| ------------------ | ------------------------------------- | ------------------------------ | ------------------ |
| 1.                 | „Breakout‟                            | Schock, Bruner, Vittetoe       | 3:26               |
| 2.                 | „7 Things‟                            | Cyrus, Armato, James           | 3:33               |
| 3.                 | „The Driveway‟                        | Cyrus, Cutler, Preven          | 3:43               |
| 4.                 | „Girls Just Wanna Have Fun‟           | Hazard                         | 3:06               |
| 5.                 | „Full Circle‟                         | Cyrus, Cutler, Preven          | 3:14               |
| 6.                 | „Fly on the Wall‟                     | Cyrus, Armato, James, Karaoglu | 2:31               |
| 7.                 | „Bottom of the Ocean‟                 | Cyrus, Armato, James           | 3:15               |
| 8.                 | „Wake Up America‟                     | Cyrus, Armato, James, Dudley   | 2:46               |
| 9.                 | „These Four Walls‟                    | Cutler, Preven, Kimball        | 3:28               |
| 10.                | „Simple Song‟                         | Steele, Littleton              | 3:32               |
| 11.                | „Goodbye‟                             | Cyrus, Armato, James           | 3:50               |
| 12.                | „See You Again‟ (Remix Rock Mafia)    | Cyrus, Armato, James           | 3:16               |
| 13.                | „Hovering‟ (Skupaj s Traceom Cyrusom) | Armato, James                  | 3:03               |
| 14.                | „Someday‟                             | Cyrus, Armato, James, Karaoglu | 2:29               |
| Skupna dolžina:    | Skupna dolžina:                       | Skupna dolžina:                | 45:12              |

| Platinasta verzija CD | Platinasta verzija CD                 | Platinasta verzija CD          | Platinasta verzija CD |
| Št.                   | Naslov                                | Pisec                          | Dolžina               |
| --------------------- | ------------------------------------- | ------------------------------ | --------------------- |
| 1.                    | „Breakout‟                            | Schock, Bruner, Vittetoe       | 3:26                  |
| 2.                    | „7 Things‟                            | Cyrus, Armato, James           | 3:33                  |
| 3.                    | „The Driveway‟                        | Cyrus, Cutler, Preven          | 3:43                  |
| 4.                    | „Girls Just Wanna Have Fun‟           | Hazard                         | 3:06                  |
| 5.                    | „Full Circle‟                         | Cyrus, Cutler, Preven          | 3:14                  |
| 6.                    | „Fly on the Wall‟                     | Cyrus, Armato, James, Karaoglu | 2:31                  |
| 7.                    | „Bottom of the Ocean‟                 | Cyrus, Armato, James           | 3:15                  |
| 8.                    | „Wake Up America‟                     | Cyrus, Armato, James, Dudley   | 2:46                  |
| 9.                    | „These Four Walls‟                    | Cutler, Preven, Kimball        | 3:28                  |
| 10.                   | „Simple Song‟                         | Steele, Littleton              | 3:32                  |
| 11.                   | „Goodbye‟                             | Cyrus, Armato, James           | 3:50                  |
| 12.                   | „See You Again‟ (Remix Rock Mafia)    | Cyrus, Armato, James           | 3:16                  |
| 13.                   | „Hovering‟ (Skupaj s Traceom Cyrusom) | Armato, James                  | 3:03                  |
| 14.                   | „Someday‟                             | Cyrus, Armato, James, Karaoglu | 2:29                  |
| Skupna dolžina:       | Skupna dolžina:                       | Skupna dolžina:                | 45:12                 |

| DVD | DVD                                                              | DVD     |
| Št. | Naslov                                                           | Dolžina |
| --- | ---------------------------------------------------------------- | ------- |
| 1.  | „7 Things‟ (Videospot)                                           | 3:40    |
| 2.  | „Snemanje pesmi »7 Things«‟                                      | 2:32    |
| 3.  | „7 Things‟ (Nastop v živo na Clear Channel Stripped)             | 3:33    |
| 4.  | „The Driveway‟ (Nastop v živo na Clear Channel Stripped)         | 3:48    |
| 5.  | „Simple Song‟ (Nastop v živo na Clear Channel Stripped)          | 3:48    |
| 6.  | „See You Again‟ (Nastop v živo na Clear Channel Stripped)        | 3:30    |
| 7.  | „Breakout‟ (Nastop v živo Disney Channel Games leta 2008)        | 3:14    |
| 8.  | „Fly on the Wall‟ (Nastop v živo Disney Channel Games leta 2008) | 2:42    |
| 9.  | „See You Again‟ (Nastop v živo Disney Channel Games leta 2008)   | 3:25    |
| 10. | „Miley, Music & More‟                                            | 3:01    |

## Dosežki, prodaja in procesija

### Dosežki
| Lestvica (2008)                  | Dosežek |
| -------------------------------- | ------- |
| Argentinean Albums Chart         | 19      |
| Australian Albums Chart          | 1       |
| Austrian Albums Chart            | 12      |
| Belgian Albums Chart (Flandrija) | 21      |
| Belgian Albums Chart (Valonija)  | 17      |
| Canadian Albums Chart            | 1       |
| Czech Albums Chart               | 32      |
| Danish Albums Chart              | 27      |
| European Top 100 Albums          | 28      |
| Finnish Albums Chart             | 17      |
| French Albums Chart              | 30      |
| German Albums Chart              | 16      |
| Hungarian Albums Chart           | 7       |
| Irish Albums Chart               | 11      |
| Italian Albums Chart             | 6       |
| Japanese Albums Chart            | 10      |
| Mexican Albums Chart             | 23      |
| New Zealand Albums Chart         | 2       |
| Norway Albums Chart              | 15      |
| Polish Album Chart               | 15      |
| Spanish Albums Chart             | 7       |
| Swiss Albums Chart               | 25      |
| UK Albums Chart                  | 10      |
| U.S. Billboard 200               | 1       |

|

### Dosežki ob koncu leta
| Lestvica (2008)          | Dosežek |
| ------------------------ | ------- |
| Australian Albums Chart  | 19      |
| New Zealand Albums Chart | 14      |
| Spanish Albums Chart     | 50      |
| UK Albums Chart          | 91      |
| U.S. Billboard 200       | 32      |

### Certifikacije
| Država                  | Certifikacija |
| ----------------------- | ------------- |
| Avstralija              | Zlata         |
| Avstrija                | Zlata         |
| Nemčija                 | Zlata         |
| Irska                   | Platinasta    |
| Nova Zelandija          | Platinasta    |
| Spain                   | Zlata         |
| Poljska                 | Zlata         |
| Velika Britanija        | Platinasta    |
| Združene države Amerike | Platinasta    |

|}

### Ostali pomembnejši dosežki
| Predhodnik: All Hope Is Gone od Slipknota | Australian Albums Chart - prvo mesto 15. september – 22. september 2008 | Naslednik: Death Magnetic od Metallice      |
| Predhodnik: Untitled od Nasa              | U.S. Billboard 200 - prvo mesto 9. avgust – 16. avgust 2008             | Naslednik: Love on the Inside od Sugarlanda |

## Ostali ustvarjalci
| - Pete Anderson — inženir - Antonina Armato — producentka - Tommy Barbarella — klaviature - Michael Bland — bobni - Paul Bushnell — bas kitara - Scott Campbell — inženir - Ken Chastain — tolkala - Dorian Crozier — bobni - Scott Cutler — producent - Miley Cyrus — spremljevalni vokali, glavni vokali - Aaron Dudley — kitara - Mark Endert — mešanje - John Fields — spremljevalni vokali, bas kitara, inženir, kitara, klaviature, producent, programiranje - Josh Freese — bobni - Steve Hammons — programiranje kitar, inženir, mešanje - James Harrah — kitara - Sean Hurley — bas kitara - Tim James — producent - Parker Jayne — bobni - Enny Joo — umetnostna smer, oblikovanje - Devrìm Karaoglu — programiranje, klaviature, producent, ostale nastavitve - Abe Laboriel, Jr. — bobni - David Levita — kitara - Jon Lind — A&R, spremljevalni vokali | - Chris Lord-Alge — mešanje - Stephen Lu — klaviatura, ostale nastavitve - Nigel Lundemo — digital editing, inženir - Gavin MacKillop — inženir - Jason Morey — producent - Jamie Muhoberac — klavir - Sheryl Nields — fotografija - Clif Norrell — mešanje - William Owsley III — spremljevalni vokali, kitara, mandolina - Paul Palmer — mešanje - Christi Parker — A&R - Katy Perry — spremljevalni vokali - Tim Pierce — kitara - Anne Preven — spremljevalni vokali, producent - Zac Rae — klaviature - Gina Schock — spremljevalni vokali - David Snow — kreativni vodja - Ryan Star — spremljevalni vokali - Heather Sturm — inženiranje - Robert Vosgien — A&R - Windy Wagner — spremljevalni vokali - Cindy Warden — A&R - Matthew Wilder — inženir, klaviature, mešanje, producent, programiranje - Terry Wood — spremljevalni vokali - Gigi Worth — spremljevalni vokali |